# أشوكينو
أشوكينو (بالروسية: Ашукино) هي مدينة في مقاطعة موسكو أوبلاست في روسيا.